# HD 167128
HR 6819，也稱為HD 167128或望遠鏡座OV，是望遠鏡座的一個三合星系統。它位於星座的西南角，靠近該星座與孔雀座和天壇座的交界處。這個系統也是肉眼可見的變星，視星等的範圍在5.32至5.39，與行星中的天王星的最大亮度相當。它與太陽的距離為1,120 光年，並且以9.4 km/s的速度遠離中。2020年5月的一項研究報告說，該系統包含一個黑洞，使它成為已知最靠近的黑洞，並且是的一個位於肉眼可系統中的黑洞。但它的位置偏南，只有在33°N以南的觀測者才看得見。

## 名稱
HR 6819 是這顆恆星在亮星星表中的名稱。它在亨利·德雷珀星表的名稱是HD 167128，在依巴谷星表的名稱是HIP 89605。由於它的亮度會變化，它被賦予變星的名稱：望遠鏡座QV（QV Tel），是在這個星座中被確認的第330顆變星（不包括已有拜耳名稱的變星）。

## 發現的歷史
HR 6819最初被認為是一顆單獨的恆星，但天文學家達奇（Dachs）和斯萊特巴克（Slettebak）指出，顯示Be星和B3III星的特性。在2003年，莫妮卡·梅因茨（Monika Maintz）的結論是HR 6819的光譜包含兩顆恆星的特徵，然而因為觀測資料有限，還不足以推斷其軌道週期。湯瑪斯·里維紐斯（Thomas Rivinius）和他的同事在2009年進行進一步的觀測，能夠解開兩顆恆星的光譜，後來在2019年徹底地進行了徑向速度的測量，顯示系統中有一顆看不見的恆星質量黑洞。三和星的假說在2020年受到穆罕默德·薩法扎德（Mohammadtaher Safarzadeh）和他的團隊挑戰。

## 系統

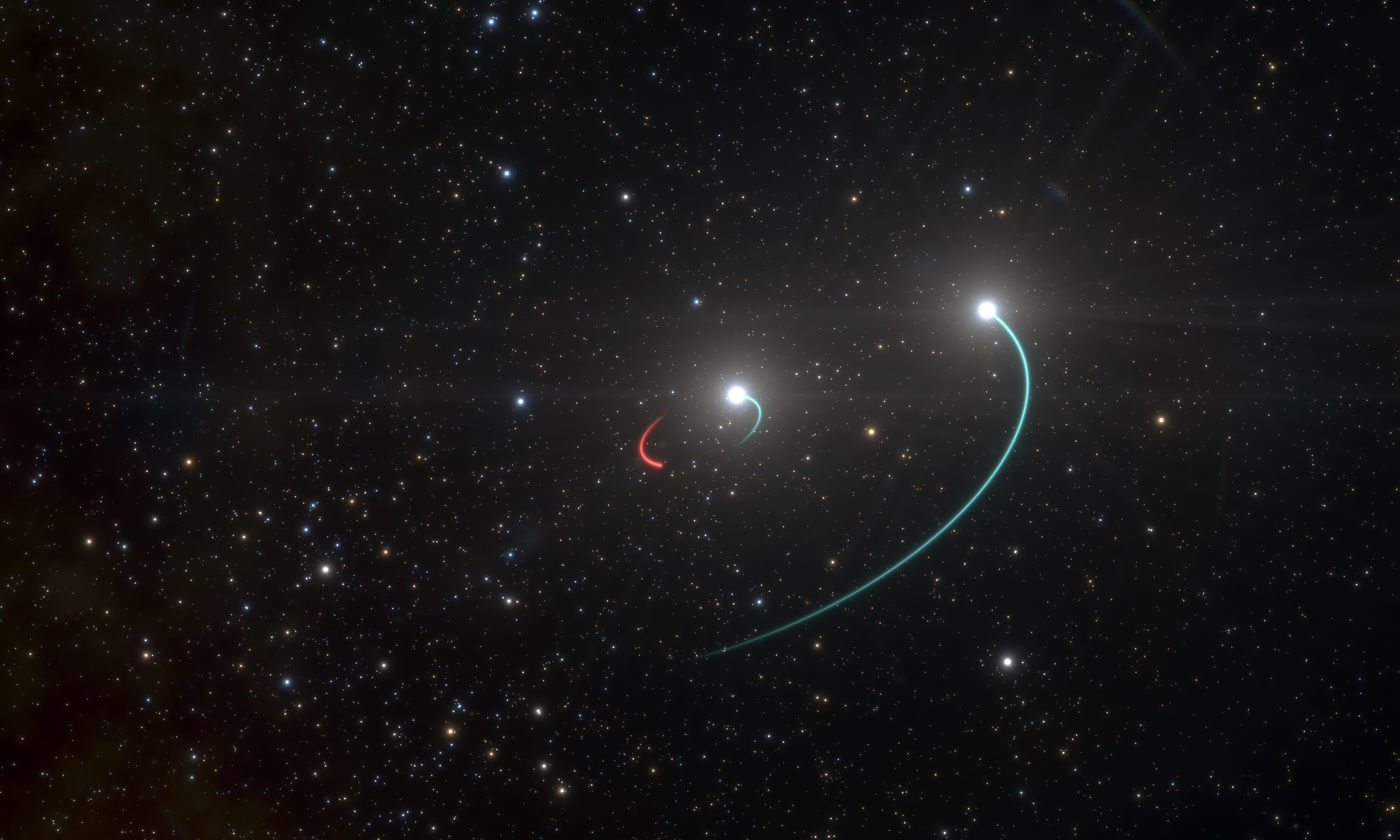
藝術家對HR 6819三合星系統軌道的描繪。包括聯星系統中的黑洞Ab（紅色軌道）。

HR 6819是三合星系統，可見的聯星之一是經典的Be星，以未知的週期與另一顆有一顆質量大於5±0.4 M☉（無吸積盤）的黑洞（命名為Ab）以40.3天的週期繞行的B3III恆星互繞著。然而，HR 6819系統曾被描述為與明亮的天蠍OB2星協有共同移動的恆星成員，最近分析表明，這次一個較古老的系統，而不是該星協的一部分。
HR 6819的光譜包括寬和窄的吸收譜線。寬線源自快速旋轉的Be星，而窄線則來自旋轉較慢的B3III巨星。來自B型巨星的徑向速度變化，顯示它有與Be星不同的40天的軌道週期。因此，有看不見的第三顆星在這個系統中，是造成40天週期的另一顆天體。對軌道參數的分析表明，第三個天體的質量夠大，只能是一個黑洞。

### 望遠鏡座QV Aa（QV Tel Aa）
現在能夠消除對Aa（之前稱為A）的疑義。主星，在內側，是一顆B3III的藍巨星，質量大約是6 M☉。它和看不見的同伴形成一個內部的聯星，週期為40.3天。
從複合光譜中不同的窄線，可以清楚的定義Aa的光譜類型大約為B3。與不同光譜線的比較表明，這是一顆巨星，表面溫度為16,000至18000 K。這種恆星的可能質量是6.3 M☉，並且不會小於5 M☉。

### 望遠鏡座QV Ab（QV Tel Ab，黑洞）
2020年分析A的徑向速度，測量表明它有一個質量巨大但看不見的同伴Ab，很可能是一個黑洞。由於離太陽只有1,120 光年，這將使它成為已知離太陽最近的黑洞。由於主星的視星等為5.36，類似於行星天王星的最大亮度，這個黑洞是在9,000個肉眼可見的恆星系統中首度發現的黑洞。在光譜中沒有檢測到黑洞，也沒有觀察到X射線，所以他的周圍沒有吸積盤，若有也是非常微弱的。 
可見藍巨星的軌道運動表明，看不見的夥伴Ab的質量至少與Aa的最小質量一樣大。嚴謹的Aa最小質量給定值為5 M☉，這意味著黑洞的最小質量為4.2 M☉。如果軌道傾角不是正面對著我們，那麼質量就會更高。任何一顆大質量恆星的光譜都很容易檢測到，而可能檢測不到的中子星，質量不會如此巨大。因此，天體Ab被推斷為黑洞。

### 望遠鏡座QV B(QV Tel B)
在外圍的第二顆，其光譜類型為B3IIIpe，是一顆Be星；後綴的'e'表示其頻譜中有發射線。它是一顆快速旋轉的藍白色星，周圍有一個由減速中的氣體構成的炙熱減速盤 。由於這顆星也是變星，變星總表也依據變星命名法給予變星的名稱，指出它是一顆變星。然而，注意到它的變異性類似仙后座γ型變星，但並不能確定是該型的變星。估計它的年齡是5,000萬歲，投影旋轉速度為50 km/s。
頻譜中的發射線很強，但是來自Be星的吸收線很弱，因此很難確定正確的光譜類型。整體而言，光譜與內側的藍巨星相似，但某些亮度相關的譜線相對微弱，表明它是一顆主序星。它似乎比內側的巨星稍微熱一點但光度略低，由於其快速地自轉，若吸收線以及盤面存在強發射線，很難確定確切的性質。

## 外部連結
- 維基新聞相關報導： Astronomer tells Wikinews about discovery of closest black hole known so far (2020年5月22日，星期五)

| 紀錄              | 紀錄                 | 紀錄             |
| ----------------- | -------------------- | ---------------- |
| 前任者： V616 Mon | 距離最近的黑洞 2020— | 繼任者： Current |